# Robert Åhman-Persson
Robert Åhman-Persson (Uppsala, 26 de Março de 1987) é um futebolista sueco que atua como meia. Atualmente, joga pelo IK Sirius, clube sediado na cidade de Uppsala na Suécia..